# Batman en Chile
Batman en Chile o, El ocaso de un ídolo; o, Solo contra el desierto rojo es la primera novela del escritor chileno Enrique Lihn, publicada en 1973 a través del sello argentino Ediciones de La Flor. El libro fue reeditado el año 2008 por el sello chileno independiente 
Bordura. Esta edición incluye un prólogo de Roberto Merino. En entrevista con Luis A. Diez, Enrique Lihn señala que esta novela es una ficción política, una novela de acción en la que se utilizan retazos, fragmentos de otros textos de la prensa y de los operadores internacionales de los medios de comunicación, haciendo un montaje. La novela forma parte de la trilogía sobre el poder que comprende además "La orquesta de cristal" (1976) y "El arte de la palabra" (1980).

## Creación de la obra
En el libro «Conversaciones con Enrique Lihn», en coautoría con Pedro Lastra, el autor señala en el capítulo titulado «Las novelas», que «Batman en Chile» fue escrito en 1971. Roberto Careaga agrega en una breve nota, que el texto fue presentado a un concurso de novela organizado por la desaparecida editorial Quimantú de la Unidad Popular. El libro no ganó debido a su carácter experimental y paródico, sin embargo, su trama anticipa la debacle del gobierno de Salvador Allende, al narrar la intervención de la CIA y Batman en la desarticulación de un ficticio gobierno de izquierda, electo por la ciudadanía. 
El libro es finalmente editado por el sello argentino Ediciones de la Flor de Daniel Divinsky y publicado en junio de 1973, tres meses antes del bombardeo a La Moneda y la instauración del gobierno de la junta militar, lo cual da a esta obra un carácter casi profético. A lo que el autor señala: "Quizá se trataba de un exorcismo pero todavía poco serio, practicado más bien como un divertimento de mal gusto a propósito de cosas que iban a tomar poco después un sesgo terrible".

## Recepción y crítica
La novela no tuvo una recepción positiva en los años setenta, no sólo debido a la censura y control de contenidos por parte de la intelectualidad oficial durante el régimen dictatorial de Augusto Pinochet, sino también por la comparación que se hacía con la destacada poesía del autor. En entrevista con Ana María Foxley, Enrique Lihn señala: "La prosa mía que me importa, llegó a un impasse, porque no hice una cosa solicitada, requerida. No se puede ofrecer un producto que los editores no están interesados en recoger. Yo no tengo editores en Chile y afuera lo que interesa es mi poesía" 
El escritor magallánico Oscar Barrientos Bradasic señala que estamos ante una "novela de circunstancia que no ha sido estudiada suficientemente por la crítica" Lihn se vale de "la fabulación del personaje como un procedimiento de deconstrucción ideológica a través de la ridiculización."  El crítico Daniel Rojas Pachas destaca el humor conceptual de la novela y una escritura intermedial que desacraliza el mito heroico y el bastardaje cultural latinoamericano, adscrito al american way of life como retórica predominante. En un análisis más reciente este crítico añade sobre Batman en Chile y su relación con los discursos del poder: "El mundo de la novela es un simulacro de ideologías que se ajustan al modelo americano de vida. Una representación de la realidad chilena del periodo de la guerra fría que expone el espectáculo y los medios de masas como aparatos ideológicos al servicio de las deformaciones del poder y su retórica" 

## Análisis de la obra
En esta novela, Lihn "no plantea una mirada descolonizadora moralista, sino que ubica al elemento kitsch, propio del show, en contra de su función persuasiva e hipnótica. Esto se condice con la visión del autor, al generar cruces entre la llamada alta y baja cultura. Algo que ya había realizado en el pasado con el Quebrantahuesos". Para Rodrigo Cánovas, Batman en Chile "se refiere de un modo cómico a la intervención extranjera en nuestro país, descalificándola".